# 15417 Babylon
15417 Babylon este o planetă minoră (asteroid) din centura de asteroizi. A fost descoperită pe 27 februarie 1998 la Observatorul European Austral de Eric Walter Elst și a fost numită după Babilon. 
Obiectul prezintă o orbită caracterizată de o semiaxă mare de 3,9356619 UAi, o excentricitate de 0,05, o înclinație de 3,18459 ° în raport cu ecliptica.